# Jimmy McHugh
Jimmy McHugh (ur. 10 lipca 1894 w Bostonie, zm. 23 maja 1969 w Beverly Hills) – amerykański kompozytor muzyki rozrywkowej.
Pierwszych lekcji gry na fortepianie udzielała mu matka. Po ukończeniu szkoły pracował jako pianista na próbach Bostońskiej Opery. Potem przeniósł się do Nowego Jorku, gdzie zdobył popularność jako twórca piosenek. Pierwszy duży sukces odniósł w 1928 muzyką do rewii Blackbirds Revue.
Opracował muzykę do kilkudziesięciu filmów. Pisał do tekstów Dorothy Fields, Johnny Mercera, Franka Loessera, Harolda Adamsona. Największe sukcesy odnosił w latach 30. XX w. 

## Najsłynniejsze piosenki
- Diga Dida Do (1928)
- Don't Blame Me (1933)
- Exactly Like You (1930)
- I Can't Give You Anything but Love, Baby (1928)
- I'm in the Mood for Love (1935)
- A Lovely Way to Spend an Evening (1943)
- On the Sunny Side of the Street (1930)